# Raheem Hanley
Raheem Shaquille Rushan Hanley (Blackburn, 24 febbraio 1994) è un calciatore inglese naturalizzato nevisiano, centrocampista del West Didsbury & Chorlton e della nazionale nevisiana.

## Carriera

### Club
Dal 2012 al 2014 ha giocato nella seconda divisione inglese con il Blackburn, con cui in due stagioni di permanenza ha però di fatto disputato un'unica partita di campionato, scendendo in campo da titolare nel pareggio per 1-1 sul campo del Burnley del 14 settembre 2013. Ha poi fatto parte della rosa dello Swansea City, club della massima serie inglese, con cui non ha però mai giocato partite in nessuna competizione ufficiale. Nel giugno del 2016, dopo essere stato svincolato dagli Swans, ha firmato un contratto biennale con il Northampton Town, club di terza divisione, con cui nell'arco del biennio in questione ha però giocato solamente cinque partite di campionato (più quattro partite nelle coppe nazionali). Il 10 marzo 2018 è stato ceduto in prestito fino al termine della stagione 2017-2018 all'Halifax Town, con cui ha giocato 10 partite in National League North (sesta divisione). Nell'estate del 2018, dopo la retrocessione in quarta divisione, i Cobblers non hanno rinnovato il suo contratto in scadenza, lasciandolo così svincolare. Hanley ha poi proseguito la carriera nelle serie minori inglesi, giocando con vari club di sesta e settima divisione.

### Nazionale
Nel 2012 ha giocato tre partite con la nazionale inglese Under-19.
Nel 2018 ha esordito con la nazionale nevisiana, con la quale in seguito ha partecipato anche alla CONCACAF Gold Cup 2023.

## Statistiche

### Cronologia presenze e reti in nazionale
| Cronologia completa delle presenze e delle reti in nazionale ― Saint Kitts e Nevis | Cronologia completa delle presenze e delle reti in nazionale ― Saint Kitts e Nevis | Cronologia completa delle presenze e delle reti in nazionale ― Saint Kitts e Nevis | Cronologia completa delle presenze e delle reti in nazionale ― Saint Kitts e Nevis | Cronologia completa delle presenze e delle reti in nazionale ― Saint Kitts e Nevis | Cronologia completa delle presenze e delle reti in nazionale ― Saint Kitts e Nevis | Cronologia completa delle presenze e delle reti in nazionale ― Saint Kitts e Nevis | Cronologia completa delle presenze e delle reti in nazionale ― Saint Kitts e Nevis |
| Data                                                                               | Città                                                                              | In casa                                                                            | Risultato                                                                          | Ospiti                                                                             | Competizione                                                                       | Reti                                                                               | Note                                                                               |
| ---------------------------------------------------------------------------------- | ---------------------------------------------------------------------------------- | ---------------------------------------------------------------------------------- | ---------------------------------------------------------------------------------- | ---------------------------------------------------------------------------------- | ---------------------------------------------------------------------------------- | ---------------------------------------------------------------------------------- | ---------------------------------------------------------------------------------- |
| 19-11-2018                                                                         | Basseterre                                                                         | Saint Kitts e Nevis                                                                | 0 – 1                                                                              | Canada                                                                             | CONCACAF Nations League 2019-2020 - Qualificazioni                                 | -                                                                                  | 75’                                                                                |
| 23-3-2019                                                                          | Paramaribo                                                                         | Suriname                                                                           | 2 – 0                                                                              | Saint Kitts e Nevis                                                                | CONCACAF Nations League 2019-2020 - Qualificazioni                                 | -                                                                                  |                                                                                    |
| 6-9-2019                                                                           | Saint George's                                                                     | Grenada                                                                            | 2 – 1                                                                              | Saint Kitts e Nevis                                                                | CONCACAF Nations League 2019-2020 - Fase a gironi                                  | -                                                                                  |                                                                                    |
| 9-9-2019                                                                           | Basseterre                                                                         | Saint Kitts e Nevis                                                                | 2 – 2                                                                              | Guyana francese                                                                    | CONCACAF Nations League 2019-2020 - Fase a gironi                                  | -                                                                                  |                                                                                    |
| 10-10-2019                                                                         | Belmopan                                                                           | Belize                                                                             | 0 – 4                                                                              | Saint Kitts e Nevis                                                                | CONCACAF Nations League 2019-2020 - Fase a gironi                                  | -                                                                                  |                                                                                    |
| 14-10-2019                                                                         | Basseterre                                                                         | Saint Kitts e Nevis                                                                | 0 – 1                                                                              | Belize                                                                             | CONCACAF Nations League 2019-2020 - Fase a gironi                                  | -                                                                                  |                                                                                    |
| 23-3-2023                                                                          | The Valley                                                                         | Saint-Martin                                                                       | 1 – 3                                                                              | Saint Kitts e Nevis                                                                | CONCACAF Nations League 2022-2023 - 1º turno                                       | -                                                                                  |                                                                                    |
| 28-3-2023                                                                          | Basseterre                                                                         | Saint Kitts e Nevis                                                                | 1 – 0                                                                              | Aruba                                                                              | CONCACAF Nations League 2022-2023 - 1º turno                                       | -                                                                                  | 75’                                                                                |
| 17-6-2023                                                                          | Fort Lauderdale                                                                    | Curaçao                                                                            | 1 – 1 (2 - 3 dtr)                                                                  | Saint Kitts e Nevis                                                                | Qual. Gold Cup 2023                                                                | -                                                                                  |                                                                                    |
| 21-6-2023                                                                          | Fort Lauderdale                                                                    | Saint Kitts e Nevis                                                                | 1 – 1 (5 - 3 dtr)                                                                  | Guyana francese                                                                    | Qual. Gold Cup 2023                                                                | -                                                                                  | 79’                                                                                |
| 2-7-2023                                                                           | Santa Clara                                                                        | Giamaica                                                                           | 5 – 0                                                                              | Saint Kitts e Nevis                                                                | Gold Cup 2023 - 1º turno                                                           | -                                                                                  |                                                                                    |
| Totale                                                                             |                                                                                    | Presenze                                                                           | 11                                                                                 |                                                                                    | Reti                                                                               | 0                                                                                  |                                                                                    |